# Danuel House
Danuel Kennedy House jr. (Houston, 7 giugno 1993) è un cestista statunitense.

## Statistiche
| † | Denota una stagione in cui ha vinto il titolo |

### NCAA
| Anno      | Squadra         | PG  | PT  | MP   | TC%  | 3P%  | TL%  | RP  | AP  | PRP | SP  | PP   |
| --------- | --------------- | --- | --- | ---- | ---- | ---- | ---- | --- | --- | --- | --- | ---- |
| 2012-2013 | Houston Cougars | 33  | 27  | 28,6 | 43,6 | 31,6 | 71,8 | 4,9 | 1,8 | 0,9 | 0,2 | 12,4 |
| 2013-2014 | Houston Cougars | 24  | 18  | 28,5 | 42,8 | 33,3 | 69,9 | 5,3 | 1,9 | 0,8 | 0,8 | 13,6 |
| 2014-2015 | Texas Longhorns | 26  | 23  | 32,5 | 41,7 | 40,0 | 64,3 | 3,8 | 2,1 | 0,7 | 0,6 | 14,8 |
| 2015-2016 | Texas Longhorns | 36  | 34  | 30,9 | 39,6 | 30,9 | 71,5 | 4,8 | 2,1 | 0,5 | 0,3 | 15,6 |
| Carriera  | Carriera        | 119 | 102 | 30,1 | 41,6 | 33,8 | 69,9 | 4,7 | 2,0 | 0,7 | 0,4 | 14,1 |

#### Massimi in carriera
- Massimo di punti: 32 vs Kentucky (13 marzo 2016)[1]
- Massimo di rimbalzi: 13 vs Louisville (14 marzo 2014)
- Massimo di assist: 7 vs Missouri (23 gennaio 2016)
- Massimo di palle rubate: 4 (2 volte)
- Massimo di stoppate: 3 (2 volte)
- Massimo di minuti giocati: 50 vs Kentucky (10 gennaio 2015)

### NBA

#### Regular Season
| Anno      | Squadra            | PG  | PT  | MP   | TC%  | 3P%  | TL%  | RP  | AP  | PRP | SP  | PP   |
| --------- | ------------------ | --- | --- | ---- | ---- | ---- | ---- | --- | --- | --- | --- | ---- |
| 2016-2017 | Wash. Wizards      | 1   | 0   | 1,0  | -    | -    | -    | 1,0 | 0,0 | 0,0 | 0,0 | 0,0  |
| 2017-2018 | Phoenix Suns       | 23  | 3   | 17,5 | 43,4 | 25,9 | 80,6 | 3,3 | 1,1 | 0,3 | 0,3 | 6,6  |
| 2018-2019 | Houston Rockets    | 39  | 13  | 25,1 | 46,8 | 41,6 | 78,9 | 3,6 | 1,0 | 0,5 | 0,3 | 9,4  |
| 2019-2020 | Houston Rockets    | 63  | 52  | 30,4 | 42,7 | 36,3 | 81,1 | 4,2 | 1,3 | 1,1 | 0,5 | 10,5 |
| 2020-2021 | Houston Rockets    | 36  | 23  | 25,9 | 40,4 | 34,6 | 65,1 | 3,7 | 1,9 | 0,6 | 0,4 | 8,8  |
| 2021-2022 | Houston Rockets    | 16  | 1   | 14,5 | 33,8 | 29,4 | 89,5 | 2,7 | 1,2 | 0,3 | 0,3 | 4,8  |
| 2021-2022 | N.Y. Knicks        | 1   | 0   | 3,4  | 0,0  | 0,0  | -    | 0,0 | 0,0 | 0,0 | 0,0 | 0,0  |
| 2021-2022 | Utah Jazz          | 25  | 6   | 19,6 | 44,7 | 41,5 | 69,2 | 2,7 | 1,0 | 0,6 | 0,5 | 6,8  |
| 2022-2023 | Philadelphia 76ers | 56  | 5   | 14,4 | 47,2 | 33,6 | 75,0 | 1,7 | 0,8 | 0,3 | 0,2 | 4,8  |
| 2023-2024 | Philadelphia 76ers | 32  | 2   | 14,9 | 44,2 | 31,9 | 75,0 | 1,6 | 0,8 | 0,5 | 0,2 | 4,1  |
| Carriera  | Carriera           | 292 | 105 | 21,4 | 43,3 | 36,0 | 76,0 | 3,0 | 1,1 | 0,6 | 0,3 | 7,3  |

#### Play-off
| Anno     | Squadra            | PG | PT | MP   | TC%  | 3P%  | TL%  | RP  | AP  | PRP | SP  | PP   |
| -------- | ------------------ | -- | -- | ---- | ---- | ---- | ---- | --- | --- | --- | --- | ---- |
| 2019     | Houston Rockets    | 7  | 0  | 20,1 | 29,7 | 25,8 | 50,0 | 3,1 | 0,1 | 0,4 | 0,3 | 4,9  |
| 2020     | Houston Rockets    | 9  | 4  | 31,0 | 43,5 | 35,8 | 76,9 | 5,8 | 1,4 | 0,9 | 0,0 | 11,4 |
| 2022     | Utah Jazz          | 6  | 0  | 18,6 | 40,9 | 20,0 | 75,0 | 2,8 | 0,7 | 0,0 | 0,2 | 4,3  |
| 2023     | Philadelphia 76ers | 7  | 0  | 6,0  | 42,9 | 10,0 | 100  | 1,7 | 0,1 | 0,0 | 0,0 | 2,9  |
| Carriera | Carriera           | 29 | 4  | 19,8 | 40,0 | 28,8 | 70,0 | 3,6 | 0,7 | 0,4 | 0,1 | 6,3  |

#### Massimi in carriera
- Massimo di punti: 23 vs Miami Heat (27 novembre 2019)[2]
- Massimo di rimbalzi: 12 vs New Orleans Pelicans (2 febbraio 2020)
- Massimo di assist: 7 vs Milwaukee Bucks (7 maggio 2021)
- Massimo di palle rubate: 6 vs Chicago Bulls (9 novembre 2019)
- Massimo di stoppate: 3 (4 volte)
- Massimo di minuti giocati: 46 vs Utah Jazz (27 gennaio 2020)

### NBA G-League
| Anno       | Squadra         | PG | PT | MP   | TC%  | 3P%  | TL%  | RP  | AP  | PRP | SP  | PP   |
| ---------- | --------------- | -- | -- | ---- | ---- | ---- | ---- | --- | --- | --- | --- | ---- |
| 2016-2017  | Delaware 87ers  | 7  | 1  | 26,7 | 44,9 | 40,6 | 66,7 | 5,7 | 2,0 | 1,1 | 0,9 | 13,3 |
| 2017-2018  | R.G.V. Vipers   | 15 | 11 | 31,3 | 45,2 | 34,3 | 84,2 | 6,3 | 2,4 | 1,0 | 0,5 | 17,5 |
| 2017-2018  | N. Arizona Suns | 20 | 12 | 32,9 | 47,4 | 42,0 | 80,8 | 5,1 | 3,0 | 1,1 | 0,4 | 18,2 |
| 2018-2019† | R.G.V. Vipers   | 18 | 18 | 33,7 | 42,6 | 32,9 | 78,2 | 4,5 | 3,7 | 1,2 | 0,6 | 20,7 |
| Carriera   | Carriera        | 60 | 42 | 32,0 | 45,0 | 36,8 | 78,8 | 5,3 | 3,0 | 1,1 | 0,6 | 18,2 |